# Pensacola montana
Pensacola montana är en spindelart som beskrevs av Bryant 1943. Pensacola montana ingår i släktet Pensacola och familjen hoppspindlar. Inga underarter finns listade i Catalogue of Life.